# Teodora Bloj
Teodora Adriana Bloj (născută pe 31 ianuarie 1986, în Târgu Mureș) este o fostă handbalistă română ce a evoluat pe postul de intermediar stânga. Ea s-a retras din activitate în 2021, ultima oară jucând pentru clubul clubul CS Dacia Mioveni 2012.

## Carieră
Bloj a început să joace handbal la vârsta de 7 ani și a practicat acest sport timp de peste 10 ani la Liceul cu Program Sportiv din Târgu Mureș. La vârsta de 18 ani s-a mutat în Ungaria, unde a evoluat pentru Szeged KKSE și Hódmezővásárhely LKC, iar din 1 iulie 2008, pentru Siófok KC. În 2012, Bloj a obținut cu Siófok medalia de bronz în campionatul maghiar și s-a clasat între primele 10 marcatoare din prima ligă maghiară.
Pe 3 iulie 2012, presa germană anunța că Teodora Bloj s-a alăturat echipei de primă divizie TuS Metzingen.
Bloj n-a jucat la TuS Metzingen decât un sezon, din cauza unei accidentări care a ținut-o timp de un an departe de terenul de sport. Ea a revenit în 2014, la echipa germană din divizia secundă HSG Pforzheim. În aprilie 2015, handbalista s-a transferat în Liga Națională, la clubul SC Mureșul Târgu Mureș din orașul său natal. După retrogradarea, la sfârșitul sezonului 2014-2015, a echipei târgu-mureșene, Teodora Bloj a semnat un contract pe doi ani cu HC Zalău, iar în 2017 s-a transferat la Corona Brașov. La sfârșitul sezonului 2017-2018, a semnat cu Gloria Bistrița. În 2020, Bloj s-a transferat la CS Dacia Mioveni 2012 pentru care a jucat un sezon.
Din 2024, Teodora Bloj lucrează ca antrenor de fitness în Zalău.

## Palmares
- Cupa EHF:
  - Sfertfinalistă: 2020

- Nemzeti Bajnokság I:
  -  Medalie de bronz: 2012

- Liga Națională:
  -  Medalie de bronz: 2017, 2019

- Magyar Kupa:
  - Semifinalistă: 2012

## Statistică goluri și pase de gol
Conform Federației Române de Handbal și Federației Europene de Handbal:
| Sezon                          | Echipă | Goluri |
| ------------------------------ | ------ | ------ |
|                                |        |        |
| 2014-15                        |        |        |
| SC Mureșul Târgu Mureș         | 56     |        |
|                                |        |        |
| 2015-16                        |        |        |
| HC Zalău                       | 62     |        |
|                                |        |        |
| 2016-17                        |        |        |
| HC Zalău                       | 94     |        |
|                                |        |        |
| 2017-18                        |        |        |
| Corona Brașov                  | 38     |        |
|                                |        |        |
| 2018-19                        |        |        |
| CS Gloria 2018 Bistrița-Năsăud | 30     |        |
|                                |        |        |
| 2019-20                        |        |        |
| CS Gloria 2018 Bistrița-Năsăud | 3      |        |

| Sezon                          | Echipă | Goluri |
| ------------------------------ | ------ | ------ |
|                                |        |        |
| 2015-16                        |        |        |
| HC Zalău                       | 1      |        |
|                                |        |        |
| 2016-17                        |        |        |
| HC Zalău                       | 2      |        |
|                                |        |        |
| 2017-18                        |        |        |
| Corona Brașov                  | -      |        |
|                                |        |        |
| 2018-19                        |        |        |
| CS Gloria 2018 Bistrița-Năsăud | 3      |        |
|                                |        |        |
| 2019-20                        |        |        |
| CS Gloria 2018 Bistrița-Năsăud | -      |        |

| Sezon                          | Echipă | Goluri |
| ------------------------------ | ------ | ------ |
|                                |        |        |
| 2019-20                        |        |        |
| CS Gloria 2018 Bistrița-Năsăud | 3      |        |